# Lego Spider-Man
Lego Spider-Man est un thème de Lego basé sur les deux premiers films Spider-Man. Ce thème est sorti en 2002 en sous-thème de Lego Studios (en). À partir de 2003, ce thème ne faisait plus partie de Lego Studio. Après la fin du thème Lego Spider-Man en 2004, les droits sur le film Spider-Man 3 ont été vendus à Mega Bloks. La figurine Spider-Man est revenu en 2012 sous le thème Lego Super Heroes. Les policiers présents dans les sets de 2002 étaient ceux de Lego Town et les policiers entre 2002 et 2003 étaient des policiers World City.
La gamme Spider-Man est relancée pour l'année 2019, et ses cinq premiers ensembles sortent en décembre 2018. Deux d'entre eux sont liés à la gamme 4+ (en), qui réapparaît la même année.

## Chronologie des produits

### 2002
- 1374 Le bouffon vert
- 1375 La scène de catch (Annulé)
- 1376 Le studio Spider-Man

### 2003
- 4850 La course-poursuite
- 4851 Les origines
- 4852 Le duel final

### 2004
- 4853 Le vol de la bijouterie
- 4854 Le braquage de banque de Docteur Octopus
- 4855 Spider-Man à la rescousse du train
- 4856 La cachette de Docteur Octopus
- 4857 Le laboratoire de Docteur Octopus
- 4858 La course-poursuite (4+)
- 4860 L'attaque du café (4+)

### 2018
- 76113 Spider-Man Bike Rescue
- 76114 Spider-Man's Spider Crawler
- 76115 Spider Mech vs. Venom
- 76133 Spider-Man Car Chase (4+)
- 76134 Doc Ock Diamond Heist (4+)